# Super Prestige Pernod 1983
De Super Prestige Pernod 1983 was de 25e editie van dit regelmatigheidsklassement in het wielrennen. Ten opzichte van vorig jaar leverde de Omloop Het Volk dit jaar voor het eerst punten op. Daarentegen stond het Kampioenschap van Zürich niet meer op de kalender. Hierdoor telden er net als vorig seizoen 26 wedstrijden mee voor de Super Prestige Pernod.
Wereldkampioen Greg LeMond kroonde zich tot winnaar van het eindklassement. Het was de eerste (en uiteindelijk ook enige) keer dat een renner van buiten Europa de Super Prestige Pernod won. In de Ronde van Lombardije - de laatste wedstrijd die meetelde voor het klassement - eindigde LeMond met een miniem verschil als tweede achter Sean Kelly. Dit was voldoende om de eindzege te behalen. Kelly werd tweede in de eindstand en Girowinnaar Giuseppe Saronni deelde de derde plaats met Jan Raas.
De zevende plek in de eindstand was voor Phil Anderson, die de Amstel Gold Race had gewonnen. Anderson werd hiermee de eerste Australische winnaar van een wedstrijd in de Super Prestige Pernod. Bernard Hinault, de eindwinnaar van de afgelopen vier seizoenen, eindigde dit jaar als achtste. Door zijn overwinning in de Ronde van Spanje werd hij wel de eerste renner die alle grote rondes meermaals op zijn naam kon schrijven. Bovendien werd hij mede-recordhouder in de Vuelta: slechts drie andere renners hadden tot dan toe de Ronde van Spanje meermaals gewonnen.
Jean-René Bernaudeau won de Grand Prix du Midi Libre voor de vierde keer op rij en scherpte zo zijn eigen record aan. Dit record bleef staan tot en met de laatste editie van deze koers in 2004. De Ronde van de Toekomst werd gewonnen door Olaf Ludwig, die hierdoor als eerste renner uit het Oostblok een Super Prestige Pernod-wedstrijd won. Behalve de Super Prestige Pernod werden er nog drie andere prijzen uitgereikt: de Prestige Pernod voor Franse renners, de Promotion Pernod voor Franse renners onder de 25 jaar en de Promotion Internationale voor buitenlandse renners onder de 25 jaar. Deze laatste prijs was nieuw en werd gewonnen door de Nederlander Steven Rooks.

## Wedstrijden
| Datum          | Koers                                    | Winnaar                 |
| -------------- | ---------------------------------------- | ----------------------- |
| 5 maart        | Omloop Het Volk                          | Fons De Wolf            |
| 9–16 maart     | Parijs-Nice (1983)                       | Sean Kelly              |
| 11–16 maart    | Tirreno-Adriatico (1983)                 | Roberto Visentini       |
| 19 maart       | Milaan-San Remo (1983)                   | Giuseppe Saronni        |
| 3 april        | Ronde van Vlaanderen (1983)              | Jan Raas                |
| 6 april        | Gent-Wevelgem (1983)                     | Leo van Vliet           |
| 10 april       | Parijs-Roubaix (1983)                    | Hennie Kuiper           |
| 14 april       | Waalse Pijl (1983)                       | Bernard Hinault         |
| 17 april       | Luik-Bastenaken-Luik (1983)              | Steven Rooks            |
| 23 april       | Amstel Gold Race (1983)                  | Phil Anderson           |
| 1 mei          | Rund um den Henninger-Turm (1983)        | Ludo Peeters            |
| 19 april–8 mei | Ronde van Spanje (1983)                  | Bernard Hinault         |
| 3–8 mei        | Ronde van Romandië (1983)                | Stephen Roche           |
| 3–8 mei        | Vierdaagse van Duinkerke (1983)          | Leo van Vliet           |
| 28 mei         | Bordeaux-Parijs (1983)                   | Gilbert Duclos-Lassalle |
| 13 mei–5 juni  | Ronde van Italië (1983)                  | Giuseppe Saronni        |
| 30 mei–6 juni  | Critérium du Dauphiné Libéré (1983)      | Greg LeMond             |
| 15–19 juni     | Grand Prix du Midi Libre (1983)          | Jean-René Bernaudeau    |
| 14–24 juni     | Ronde van Zwitserland (1983)             | Sean Kelly              |
| 1–24 juli      | Ronde van Frankrijk (1983)               | Laurent Fignon          |
| 4 september    | Wereldkampioenschap in Altenrhein (1983) | Greg LeMond             |
| 6–19 september | Ronde van de Toekomst (1983)             | Olaf Ludwig             |
| 21 september   | Parijs-Brussel (1983)                    | Tommy Prim              |
| 25 september   | Grote Landenprijs (1983)                 | Daniel Gisiger          |
| 9 oktober      | Grote Herfstprijs (1983)                 | Ludo Peeters            |
| 15 oktober     | Ronde van Lombardije (1983)              | Sean Kelly              |

## Eindklassementen

### Individueel
| Plek | Renner             | Punten |
| ---- | ------------------ | ------ |
| 1    | Greg LeMond        | 245    |
| 2    | Sean Kelly         | 220    |
| 3    | Jan Raas           | 175    |
| 3    | Giuseppe Saronni   | 175    |
| 5    | Adrie van der Poel | 148    |
| 6    | Ludo Peeters       | 140    |
| 7    | Phil Anderson      | 126    |
| 8    | Bernard Hinault    | 120    |
| 9    | Laurent Fignon     | 115    |
| 10   | Hennie Kuiper      | 119    |
| 10   | Leo van Vliet      | 119    |

- Prestige Pernod: Gilbert Duclos-Lassalle
- Promotion Pernod: Laurent Fignon
- Promotion Internationale: Steven Rooks

1959 · 1960 · 1961 · 1962 · 1963 · 1964 · 1965 · 1966 · 1967 · 1968 · 1969 · 1970 · 1971 · 1972 · 1973 · 1974 · 1975 · 1976 · 1977 · 1978 · 1979 · 1980 · 1981 · 1982 · 1983 · 1984 · 1985 · 1986 · 1987